# ЕМЕА
ЕМЕА (енгл. Europe, the Middle East and Africa, EMEA) је акроним који се користи у маркетингу и пославању, а односи се на Европу, Средњи исток, и Африку. Израз је уобичајен међу компанијама у Северној Америци, а углавном се користи за берзу, економију, годишње извештаје пословања.
Сродни термин ЕАА се односи на Европу, Африку и Азију.